# Secretaria d'Estat de Migracions
La Secretaria d'Estat de Migracions d'Espanya és una de les Secretaries d'Estat de l'actual Ministeri d'Ocupació, Migracions i Seguretat Social que té competències en migració, immigració i emigració.

## Funcions
Desenvolupar la política del Govern en matèria d'estrangeria, immigració i emigració. El fet de destacar les migracions en el Ministeri de Treball com a part del "gir social" del govern de Pedro Sánchez ha estat aplaudida per part de la societat civil, però també ha estat criticat per lligar immigració amb treball.

## Estructura
Òrgan directiu: Secretaria General d'Immigració i Emigració

## Òrgans adscrits
- Consell General de la Ciutadania Espanyola en l'Exterior.
- La Comissió Interministerial d'Estrangeria.

## Titulars
- Consuelo Rumí Ibáñez (19 de juny de 2018 -)[6]